# Bilnitza Pál
Bilnitza Pál (Kuntapolca, 1772. január 23. – Pozsony, 1834. november 24.) evangélikus lelkész, a Dunáninneni evangélikus egyházkerület püspöke 1829-től haláláig.

## Élete
1802-től a pozsonyi evangélikus szlovák egyházközség lelkésze és líceumi tanár; később a dunáninneni egyházkerület püspöke.

## Művei
Halotti rövid beszéd. Pozsony. 1803. (Institoris-Mossoczy Mihály lelkész sirja fölött október 7. mondott beszéde. Justo viro… czímű gyűjteményben a többi beszéddel együtt.)